# Allocosa panousei
Allocosa panousei là một loài nhện trong họ wolfspinnen (Lycosidae).
Loài này thuộc chi Allocosa. Allocosa panousei được Guy miêu tả năm 1966.